# Antonio Comellas y Cluet
Antonio Comellas y Cluet (Berga, 1832-Berga, 1884) fue un filósofo español, considerado uno de los precursores del movimiento neoescolástico. Fue nombrado miembro de honor de la Academia Filosoficocientífica de Barcelona. 

## Biografía
Nacido el 16 de enero de 1832 en Berga, Comellas estudió filosofía y teología en Vich, y entró en el seminario diocesano de Solsona. Después de su ordenación (1856) continuó enseñando latín en Solsona hasta 1862, cuando fue nombrado profesor de teología. Su explicación en un panfleto (1866) de las procesiones divinas en el misterio de la Santísima Trinidad no fue aprobada por la congregación del índice. 
Para poder dedicarse en su línea de trabajo, dimitió de su cátedra y se retiró a Berga en 1871. Antes de 1880 publicó Demostración de la armonía entre la religión católica y la ciencia, un trabajo de naturaleza apologética, escrita para refutar Conflict Between Science and Religion de William Draper. Falleció el 23 o el 25 de julio de 1884 en su localidad natal.

## Obra
- De misterio sanctissimae trinitatis dissertatio, Solsona, 1867.
- Demostración de la armonía entre la religión católica y la ciencia, Barcelona, 1880.[5]
- Introducción á la filosofía, ó sea doctrina, sobre la dirección al ideal de la ciencia, Barcelona, 1883.
- Apuntes de Apologética (inédita).
- El matrimonio civil (inédita).
- La tolerancia (inédita).
- Las misiones (inédita).